# Jenynsia onca
Jenynsia onca es una pequeña especie de pez de agua dulce del género Jenynsia, de la familia Anablepidae en el orden Cyprinodontiformes. Se distribuye en aguas templadas y templado-cálidas del centro-este de América del Sur.

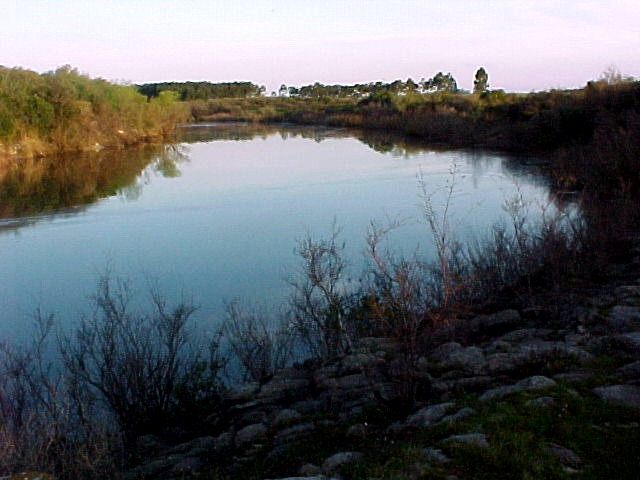
Río Yí, Uruguay; el hábitat de esta especie.

## Distribución geográfica
Jenynsia onca vive en el centro-este de América del Sur, en la cuenca del Plata. Es un endemismo de la Ecorregión de agua dulce Uruguay inferior.
Se distribuye en afluentes del río Uruguay inferior, en el sudoeste del estado brasileño de Río Grande del Sur, y en el oeste del Uruguay.

## Taxonomía
Esta especie fue descrita originalmente en el año 2002 por los ictiólogos brasileños Paulo Henrique Franco Lucinda, Roberto Esser dos Reis y Rodrigo Quevedo Carvalho. Es ubicada en el subgénero Jenynsia.
Localidad tipo

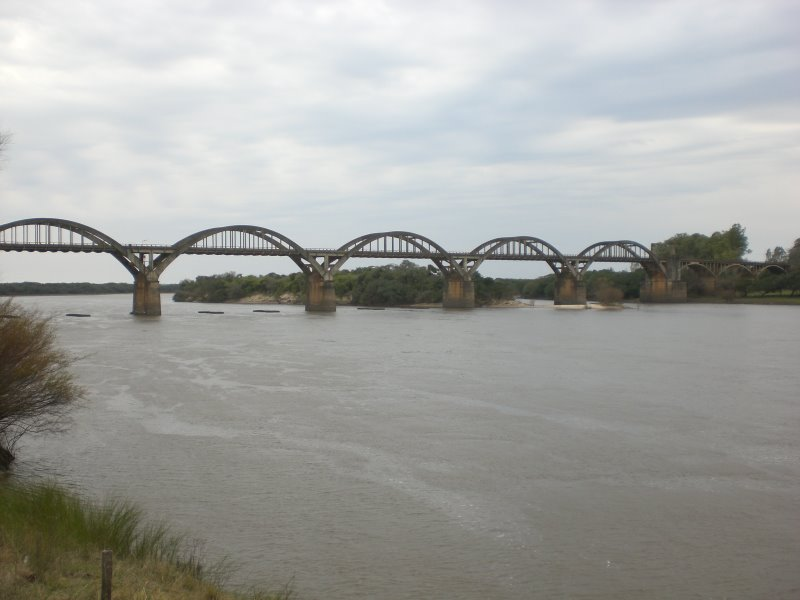
Río Ibicuí, en el sur del Brasil; el hábitat de esta especie.

La localidad tipo es: Brasil, río Inhacundá, São Francisco de Assis, en el estado de Río Grande del Sur. El ejemplar tipo fue catalogado como MCP 26478. Otra localidad brasileña donde fue capturada es: río Ibicuí, entre Santana do Livramento y Rosário do Sul. 
En el Uruguay fue colectado en el río Yí, a 15 km de Durazno, en el sector del puente.
Etimología
Etimológicamente el nombre genérico Jenynsia riende honor al apellido del naturalista inglés Leonard Jenyns, quien en el año 1842 describió a Lebias lineata (Jenynsia lineata) la especie en la que en 1866 Albrecht Carl Ludwig Gotthilf Günther se basó para crear el género Jenynsia. 
El término específico onca alude al patrón de coloración, el que recuerda al gran felino de la región: el yaguareté (Panthera onca palustris), carnívoro que en idioma portugués es denominado «onca pintada».

## Descripción
Es una especie pequeña, el macho alcanza una longitud de 3,9 cm de largo total, mientras que la hembra llega a 3,7 cm.
Como otras especies de Jenynsia presenta un gonopodio tubular formado principalmente por las 3ª, 6ª, y 7ª aleta anal. En la aleta dorsal exhibe de 6 a 9 radios blandos; los que suman 10 en la aleta anal. Posee 30 vértebras. Los machos adultos muestran una gran expansión dorsal convexa en los segmentos subdistales de la mitad derecha del sexto radio de la aleta anal. Característica mancha oscura, de forma ovoide a circular, confinada a la mitad ventral del flanco posterior a las aletas pélvicas; manchas gradualmente más circulares hacia la línea medioventral; escamas predorsales en número de 13 a 14; series de guiones o manchas en el cuerpo dispuestos en 6 a 8 líneas irregulares horizontales, ausencia de patrón medio-lateral consistente; la hembra no presenta hinchazón entre la abertura urogenital y la base anterior de la aleta anal; sin la distintiva mancha redondeada oscura situada hacia el sector dorsal de la base de la aleta pectoral.